# Nonnus lucidus
Nonnus lucidus là một loài tò vò trong họ Ichneumonidae.